# Новожуков
Новожу́ков (укр. Новожуків), до 2016 года — И́скра (укр. Іскра) — село в Зарянской сельской общине Ровненского района Ровненской области Украины.
Население по переписи 2001 года составляло 585 человек. Почтовый индекс — 35334. Телефонный код — 362. Код КОАТУУ — 5624687902.